# آپدیک، ایلینوی
آپدیک (به انگلیسی: Opdyke) یک حوزه سرشماری در ایالات متحده آمریکا است که در ایلینوی واقع شده‌است. آپدیک ۲۵۴ نفر جمعیت دارد.